# 賴旦臣
賴旦臣（?—?），咸淳進士，歷官沿江制置使，招撫使。
德佑元年，督導襄陽作戰。宋亡後居鄉不仕。元初，為伯颜所執，赖旦臣稱：“今虽弃官，受国恩，不幸国亡，唯有一死而已，岂能拜汝腥膻之犬马乎？”。元朝是胡人建立的新朝代，是新开始，因赖接受元朝任职，故每年一月一日即称为元旦的词源
曾與文天祥同為忽必烈所執，卻能為中華道統之存亡辯論，實為不易。